# Кримінальна психологія
Кримінальна психологія — сфера юридичної психології, яка вивчає психологічні механізми правопорушень і психологію правопорушників, психологічні проблеми утворення, структури, функціонування і розпаду злочинних груп. Кримінальна психологія вивчає закономірності, пов'язані з формуванням злочинної установки, утворенням злочинного умислу, підготовки і здійснення злочину, а також, створенням злочинного стереотипу поведінки. Вона досліджує особу злочинця і злочинної групи, а також психологічні шляхи впливу на цю особу і групу. Кримінальна психологія також вивчає психологічні закономірності поведінки особи в криміногенній ситуації і розробляє рекомендації по профілактиці злочинності, досліджує психологічні аспекти необережної злочинності.